# One Man's War
One Man's War (Un hombre en guerra en España y La guerra de un solo hombre en Hispanoamérica) es una película para la televisión producida por HBO, Channel 4 y Amnistía Internacional en 1991, dirigida por Sérgio Toledo y protagonizada por Anthony Hopkins. Cuenta la triste historia real del médico paraguayo Joel Filártiga, cuyo hijo de 17 años, Joelito, fue torturado y asesinado por la policía durante la dictadura del general Alfredo Stroessner.

## Argumento
Junto a su familia, el doctor Filártiga (Anthony Hopkins) desempeña una gran labor humanitaria, atendiendo a la gente pobre de un lugar apartado del país, a la vez que viaja periódicamente a los Estados Unidos para vender sus pinturas (con lo cual financia su clínica) y también para denunciar ante la comunidad internacional los crímenes de la dictadura de Stroessner en Paraguay. En marzo de 1976, Joelito Filártiga (Leonardo García Vale), hijo del doctor Filártiga, es secuestrado y torturado hasta la muerte por Américo Norberto Peña Irala (René Pereyra), inspector general de la Policía de Asunción, en represalia por las actividades políticas de su padre.
Peña Irala le muestra a Dolly Filártiga (Fernanda Torres) el cuerpo inerte de su hermano, asegurándole que se ha tratado de un crimen pasional cometido por Hugo Duarte Arredondo (Rufino Echegoyen), vecino de la familia, quien es detenido como autor confeso. Sin embargo, al examinar el cuerpo, el doctor Filártiga y Dolly descubren claras evidencias de la atroz tortura a la que fue sometido Joelito a manos de la policía.
A pesar de los riesgos que corren él y su familia, Filártiga se propone llevar a la justicia a los verdaderos responsables del asesinato de su hijo, contando con la ayuda del abogado Horacio Galeano Perrone (Rubén Blades). Después de soportar una campaña de terror en su contra promovida por la dictadura stronista, Filártiga consigue que se abra un proceso contra Peña Irala, pero éste "desaparece" misteriosamente, al mismo tiempo que Galeano Perrone es detenido por una supuesta evasión de impuestos, amenazado de muerte e inhabilitado para ejercer su profesión.
Filártiga regresa a trabajar a su clínica, resignado. Sin embargo, tiempo después, Galeano Perrone le visita para informarle que Peña Irala ha sido avistado en Nueva York. Dolly Filártiga decide entonces establecerse en Estados Unidos para denunciar a Peña Irala ante la justicia de ese país, lo que daría inicio al histórico juicio Filártiga vs. Peña-Irala, en 1980.

## Producción
La película fue realizada por iniciativa de Amnistía Internacional, poco después de la caída de Alfredo Stroessner, en Paraguay y producida por Channel 4 y HBO. Fue filmada en Ciudad de México, Veracruz y Tlacotalpan.
Fue el primer trabajo de Anthony Hopkins después de su oscarizada interpretación de Hannibal Lecter en The Silence of the Lambs (1991) y la segunda película del director brasileño Sérgio Toledo (hijo de la actriz Beatriz Segall), quien recibió buenas críticas por su ópera prima Vera (1986). Sin embargo, las exigencias a las que se vio sometido por trabajar con una estrella de la categoría de Hopkins fueron tales que, después de finalizar el rodaje, Toledo se retiró de la industria del cine.
- Datos: Q4122593